# 228-й мотострілецький полк (РФ, 1 формування)
228-й Севастопольський ордена Олександра Невського мотострілецький полк (228 МСП, в/ч 91060) — формування мотострілецьких військ у складі Сухопутних військ Збройних сил Російської Федерації чисельністю у полк, яке існувало у 1992—2009 роках. Пункт постійної дислокації — Новосибірськ.

## Історія
Після розпаду СРСР 1992 року 228-й мотострілецький полк Радянської армії увійшов до складу Збройних сил РФ. На той час він перебував у складі 85-ї мотострілецької дивізії.
У 2009 році в ході реформи Збройних сил Росії полк було розформовано.

## Командири
- 2005—2006 полковник Цоков Олег Юрійович